# Jody Craddock
Jody Darryl Craddock (* 25. Juli 1975 in Redditch) ist ein ehemaliger englischer Fußballspieler. Der Innenverteidiger stand zwischen 2003 und 2013 bei den Wolverhampton Wanderers unter Vertrag, nachdem er zuvor bereits für Cambridge United und den AFC Sunderland jeweils fast 150 Ligaspiele absolviert hatte. Abseits des Sports machte sich Craddock als Maler einen Namen.

## Sportlicher Werdegang
Craddock begann seine sportliche Laufbahn außerhalb des Profifußballs beim FC Christchurch, bevor er sich 18-jährig im August 1993 dem damaligen Drittligisten Cambridge United anschloss. Sein erstes Profispiel absolvierte er dort am 11. Dezember 1993 anlässlich eines torlosen Remis gegen Stockport County. Die Karriere des Innenverteidigers verlief zunächst ohne besondere Höhepunkte; dennoch folgte der nächste Schritt, als er nach vier Jahren für eine Ablösesumme von 300.000 Pfund zum Zweitligisten AFC Sunderland wechselte. In der Saison 1998/99 stieg Craddock mit seinem neuen Verein in die Premier League auf, ohne jedoch selbst viel dazu beizutragen – nur sechs Ligaspiele konnte er auf der Habenseite verbuchen.
Der Wunsch nach Erstligafußball fand zunächst keine Erfüllung, da ihn die „Black Cats“ zwischen August und Oktober 1999 an den Zweitligisten Sheffield United ausliehen. Erst danach gab er am 20. November 1999 seinen Einstand in der englischen Eliteklasse und spielte sich fortan immer öfter in die Stammformation. In den folgenden drei Premier-League-Jahren zwischen 2000 und 2003 absolvierte er insgesamt 90 Meisterschaftsspiele und zeichnete sich durch Beständigkeit, Schnelligkeit und ein gutes Stellungsspiel aus. Dennoch endete sein sechsjähriger Aufenthalt beim AFC Sunderland mit einem bitteren Abstieg in die Football League Championship.
Dass Craddock weiter erstklassigen Fußball spielen konnte, verdankte er dem direkt anschließenden Transfer zum Aufsteiger Wolverhampton Wanderers, die auf der zentralen Abwehrposition für 1,75 Millionen Pfund primär einen Ersatzspieler für den dauerverletzten Joleon Lescott suchten. Obwohl er dort seinen zweiten Premier-League-Abstieg in Folge als Tabellenletzter erleiden musste, festigte Craddock bei den „Wolves“ schnell seinen Status als zuverlässiger Innenverteidiger und zu Beginn der Saison 2006/07 beförderte ihn der neue Trainer Mick McCarthy, unter dem Craddock bereits beim AFC Sunderland gearbeitet hatte, zum neuen Mannschaftskapitän. Zum Anfang der Spielzeit 2007/08 fand er sich kurzfristig auf Leihbasis beim Zweitligakonkurrenten Stoke City wieder. Dort verblieb er zwischen August und September 2007 und kehrte vorzeitig zu seinem Heimatklub zurück, da sich dort die Verletztensituation verschärft hatte.
Im zweiten Spiel der Saison 2008/09 zog sich Craddock einen Mittelfußbruch zu und fiel dadurch mehrere Monate aus. Die Klubführung dachte während der Genesungszeit über ein neues Ausleihgeschäft nach, bevor eine Formschwäche des jungen Richard Stearman dafür sorgte, dass der routiniertere „Altmeister“ zurück in die Mannschaft fand. In der entscheidenden Phase half er so mit, dass die Wolves als Zweitligameister in die Premier League zurückkehrten. Nicht zuletzt als Anerkennung für diese Leistung stattete ihn sein Klub mit einem neuen Einjahresvertrag bis 2010 aus. Dieser wurde im Juni 2010 nach dem Klassenerhalt um ein weiteres Jahr bis zum Ende der Saison 2010/11 verlängert. Nachdem er in der Saison 2012/13 verletzungsbedingt komplett ausgefallen war, beendete er im Juni 2013 im Alter von 37 Jahren seine aktive Karriere.

## Kunstarbeiten („Craddock Art“)
Ungewöhnlich für einen Fußballprofi, widmet der sich selbst als schüchtern bezeichnende Craddock seit frühester Kindheit intensiv der Malerei. Er war als junger Fußballer davon überzeugt, nicht vom Sport leben zu können, und so verwendete er viel Zeit in seine künstlerische Ausbildung, die ihm die Zukunft sichern sollte. Zu seinen Werken zählen Porträts prominenter (Ex-)Premier-League-Spieler, wie Cristiano Ronaldo, Ruud van Nistelrooy, Thierry Henry und Frank Lampard, dazu Rock- und Filmstars wie Noel Gallagher, Paul McCartney, Jimi Hendrix und Al Pacino sowie Landschaftsgemälde, darunter bevorzugt exotische Seelandschaften. Ausgestellt wurden die Arbeiten in zahlreichen Galerien in den Midlands und im englischen Nordosten – die Erlöse seiner Werke beginnen ab 500 Pfund aufwärts.